# Wat Si Chum
Wat Si Chum in origine chiamato Wat Le Si Chum (in thai: วัดศรีชุม) è un tempio dedicato alla religione buddista, situato a nord-est fuori dalle mura della città di Sukhothai e fa parte del parco storico della città. Fu costruito nel XIII secolo, precedentemente al Regno di Sukhothai. 

## Storia
Secondo molti storici Wat Si Chum fu costruito prima della creazione del regno di Sukhothai da parte di re Sri Indraditya. La prima citazione del tempio però avviene nelle Cronache reali di Ayutthaya, durante il regno di Maha Thammaracha. Il tempio fu sede dell'accampamento dell'esercito del principe Naresuan, fratello del re durante la ribellione delle città di Pi-Chai e Sawankhalok. Il nome stesso del tempio potrebbe venire proprio da questo evento: esso significa letteralmente l'assemblea sacra, che sarebbe quella dell'esercito reale accampatosi lì. 
È molto probabile che il tempio fu in precedenza costruito in legno e quindi ricostruito in pietra nei regni successivi a quello di re Ramkhamhaeng, in quanto il tempio rispetta i canoni dell'arte durante il suo regno.
Nel 1907 re Rama VI visitò il tempio quando era ancora solo il principe ereditario e diede l'ordine di controllare e ordinare i monumenti e i luoghi di valore archeologico della città di Sukhothai, tra cui compariva anche Wat Si Chum. Il re stesso scrisse un libro intitolato "Viaggio nella città di Phra Ruang" in cui cita il tempio e dà una breve descrizione dello stesso e delle sue iscrizioni.

## Descrizione
Il tempio è posto a nord-ovest delle antiche mura della città di Sukhothai. La caratteristica principale di questo tempio come evinciamo dalle cronache di Rama VI è la presenza di un enorme Buddha di 10x12 metri posto nel Wihan, cioè la sala del tempio. Dall'esterno il tempio si presenta come un quadrato di 14 metri per lato che si poggia su 3 gradoni di enormi dimensioni, sul lato frontale dell'edificio è presente un corridoio colonnato di accesso con delle scale larghe abbastanza solo per il passaggio di due persone, il cui arco è crollato. La struttura è però ancora ben visibile. Sul margine superiore dell'esterno dell'edificio sono presenti decorazioni in stucco rappresentanti loto e ghirlande floreali.
All'interno del Wihan è posta la statua del Buddha chiamata Phra Achana e descritta dettagliatamente dal principe Damrong Rajanubhab. Probabilmente la statua fu ricostruita e sostituita in seguito alla ricostruzione del tempio in pietra. Un tunnel sulle cui pareti sono dipinti circa 70 immagini in rosso, giallo, bianco e nero, molto rovinate, riguardanti la vita precedente di Buddha chiamate Jātaka nella tradizione buddista. Questo passaggio porta direttamente sul retro della statua come a significare una piena comprensione del buddismo tramite i passaggi della vita di Buddha. A corredo di questi dipinti sono stati ritrovate 2 pietre inscritte probabilmente provenienti da Wat Mahathat e spostate nella loro posizione per essere preservate, possiamo dire questo perché le iscrizioni riguardanti la Jātaka sono più adatte a Wat Mahatat che a Wat Si Chum. Queste iscrizioni sono influenzate dalla cultura buddista proveniente dallo Sri Lanka, come ci dice il professor Sukich Nimmanhemin, presidente della commissione Studi Archeologici:
(Sukich Nimmanhemin)